# Fissidens helenicus
Fissidens helenicus är en bladmossart som beskrevs av Mitten in Melliss 1870. Fissidens helenicus ingår i släktet fickmossor, och familjen Fissidentaceae. Inga underarter finns listade i Catalogue of Life.